# Miroslav Řihošek
Miroslav Řihošek   (Přerov, 16 d'octubre de 1919 - Praga, 8 de febrer de 1997) fou un atleta txecoslovac, especialista en el salt de llargada i triple salt, que va competir durant la dècada de 1940.
En el seu palmarès destaquen dues medalles de bronze al Campionat d'Europa d'atletisme de 1946, en les proves de salt de llargada, rere Olle Laessker i Lucien Graff; i el 4x100 metres, formant equip amb Mirko Paráček, Leopold Láznička i Jiří David. El 1947 guanyà una medalla de bronze en els International University Games de 1947. També guanyà sis campionats nacionals, dos de llargada, el 1943 i 1944, tres de triple salt, el 1943, 1944 i 1946, i un de decatló, el 1945. També aconseguí diversos rècords nacionals de llargada, 4x100 metres o triple salt.

## Millors marques
- Salt de llargada. 7,29 metres (1946)
- Triple salt. 14,45 metres (1945)[5]